# Kadari Bamba
Pour les articles homonymes, voir Bamba.
Kadari Bamba était un homme politique malien, né en 1936 à Sikasso (Mali) et mort le 3 novembre 2005 à Bamako (Mali).

## Biographie
Après des études primaires à Sikasso puis des études secondaires au lycée Terrasson des Fougères à Bamako, Kadari Bamba poursuit ses études en France à Besançon puis à l’École Supérieure du Bois de Paris où il obtient un diplôme d’ingénieur.
De retour au Mali, il entreprend une carrière dans l’industrie à l’Usine malienne du bois puis à la Société nationale de tabac et allumettes du Mali (Sonatam) où il occupe les fonctions de directeur national adjoint. 
Pendant ses études en France, il adhère à la section française du Parti africain de l'indépendance (PAI) créé en 1957. Au Mali, il crée avec Abdrahamane Baba Touré et Morikè Konaré le Parti malien du travail (PMT) 
Après le coup d’État militaire qui renverse le président Modibo Keïta, il lutte dans la clandestinité au sein du  PMT et dénonce le régime militaire. Il est emprisonné à Ménaka en 1969-1970.
Après le coup d’État mené par Amadou Toumani Touré,  il est nommé le 5 avril 1991 dans le gouvernement de transition au poste de ministre des Mines, de l'Hydraulique et de l'Eau. Confirmé à ce poste lors du remaniement du 16 juillet 1991, il quitte le gouvernement le 26 août 1991.
En 1993, il est nommé secrétaire général de la Communauté économique des États de l'Afrique de l'Ouest (CEDEAO).
En 1997, il est élu député de la commune V de Bamako sous les couleurs de l’ADEMA. Il est réélu en 2002 après avoir rejoint le Rassemblement pour le Mali (RPM). Il est élu président du groupe RPM de l’assemblée nationale. Il est considéré comme une grande figure du parlement par l’ensemble des députés.
En 2002, il publie avec Abderhamane Baba Touré un livre intitulé La contribution du Parti malien du travail (PMT) : à l'instauration de la démocratie pluraliste au Mali.
Kadari Bamba est mort le 3 novembre 2005 des suites d’un accident de voiture, sa voiture ayant percuté un véhicule de la présidence de la république.